# 無運氣雙陸
無運氣雙陸（NC-Backgammon、Zarsız Tavla），是Naim Çağman在2002年推出，毫無運氣成分的雙陸棋變體，在土耳其從2004年開始每年有舉辦比賽。

## 棋具
- 使用西洋雙陸棋具，但每人僅一顆六面骰。

## 棋規
- 對弈前，雙方把自己的骰子任選一面數字。

- 開始對弈後，每回合玩家不擲骰子，改把自己骰子翻成其他五面，但一局每方只有三次機會可翻成目前對方骰子的數字。行棋時，依兩方骰子數字行棋。

- 其餘規則與一般雙陸棋相同。[3][4]

## 外部連結
- 遊戲介紹 （页面存档备份，存于）
- 遊戲下載[永久]